# Trypauchen
 Trypauchen é um género de peixe da família Gobiidae e da ordem Perciformes.

## Espécies
- Trypauchen pelaeos (Murdy, 2006)[3]
- Trypauchen raha (Popta, 1922)
- Trypauchen taenia (Koumans, 1953)[4]
- Trypauchen vagina (Bloch & Schneider, 1801)[5][6][7][8][9][10][11][12]